# Hastersby, Nilsby en Siggerud
Hastersby, Nilsby en Siggerud (Zweeds: Hastersby, Nilsby och Siggerud) is een småort in de gemeente Kil in het landschap Värmland en de provincie Värmlands län in Zweden. Het småort heeft 58 inwoners (2005) en een oppervlakte van 11 hectare. Eigenlijk bestaat het småort uit drie plaatsen: Hasterby, Nilsby en Siggerud.

## Geboren in Nilsby
- Harry Nyquist (1889–1976), elektrotechnisch wetenschapper.